# Bald and Bankrupt
Benjamin Rich (Brighton, Engeland, 1 juli 1974), beter bekend onder zijn YouTube-kanaalnaam Bald and Bankrupt, is een Engels reisvlogger en auteur. Hij begon zijn YouTube-kanaal in juni 2018 en documenteerde het Indiase subcontinent en de voormalige Sovjetstaten. In april 2025 had zijn kanaal meer dan 4,4 miljoen abonnees en meer dan 460 miljoen weergaven.

## Biografie
Rich had een lange reisgeschiedenis achter de rug voordat hij in 2018 met zijn YouTube-kanaal begon. In maart 1993 ging hij backpacken door India, waar hij een maand zou verblijven. Hij raakte echter zo geïnteresseerd in de Indiase cultuur dat hij daar vier jaar bleef en er naar eigen zeggen een klein hotel opende. Rich raakte tevens gefascineerd door de landen van de voormalige Sovjet-Unie. Hij verklaarde dat zijn fascinatie begon met zijn bewondering als puber voor de Wit-Russische turnster Svetlana Boginskaja, maar zijn belangstelling voor het Sovjettijdperk nam toe in 1993 tijdens een verblijf van twee maanden in Moskou, toen hij getuige van de Russische constitutionele crisis was.
Op 12 april 2018 bracht Rich onder het pseudoniem Arthur Chichester het boek The Burning Edge: Travelling Through Irradiated Belarus uit, waarin hij zijn ervaringen beschrijft die hij opdeed tijdens reizen door de delen van Wit-Rusland die getroffen waren door de kernramp van Tsjernobyl.

### YouTube
Rich werd op 12 juni 2018 lid van YouTube onder de gebruikersnaam 'Bald and Bankrupt'. Hij filmt voornamelijk op een kleine Sony FDR X3000 en zijn smartphone.
Op 5 juli 2020 plaatste Rich een bericht op zijn Instagram-pagina waarin hij onthulde dat hij negen dagen op de intensive care had gelegen met een dubbele longontsteking, veroorzaakt door COVID-19 terwijl hij in Servië was. Rich verbleef hier omdat dit land niet vanwege de wereldwijde pandemie in lockdown was gegaan. Rich vertelde dat hij maanden aan longrevalidatie voor zich had om weer zelfstandig te kunnen ademen. Hij waarschuwde mensen de pandemie serieus te nemen, zelfs als ze jong waren.
In 2022 werden hij en zijn reisgezellin Alina Tseliupa aangehouden na te hebben ingebroken in een bewaakte hangar bij de raketlanceerplaats Kosmodroom Bajkonoer waarin het ruimteveer de Boeran was gestald. In zijn video van 1 september dat jaar liet hij weten geen verdere reizen meer naar Rusland te zullen maken, na opdracht te hebben gekregen het land te verlaten.

## Publicaties
- Chichester, A., (9 april 2018). The Burning Edge: Travelling Through Irradiated Belarus. ISBN 978-1-9807-8751-8